# Pareustroma propriaria
Pareustroma propriaria là một loài bướm đêm trong họ Geometridae.